# Hoa Kỳ xâm lược Afghanistan

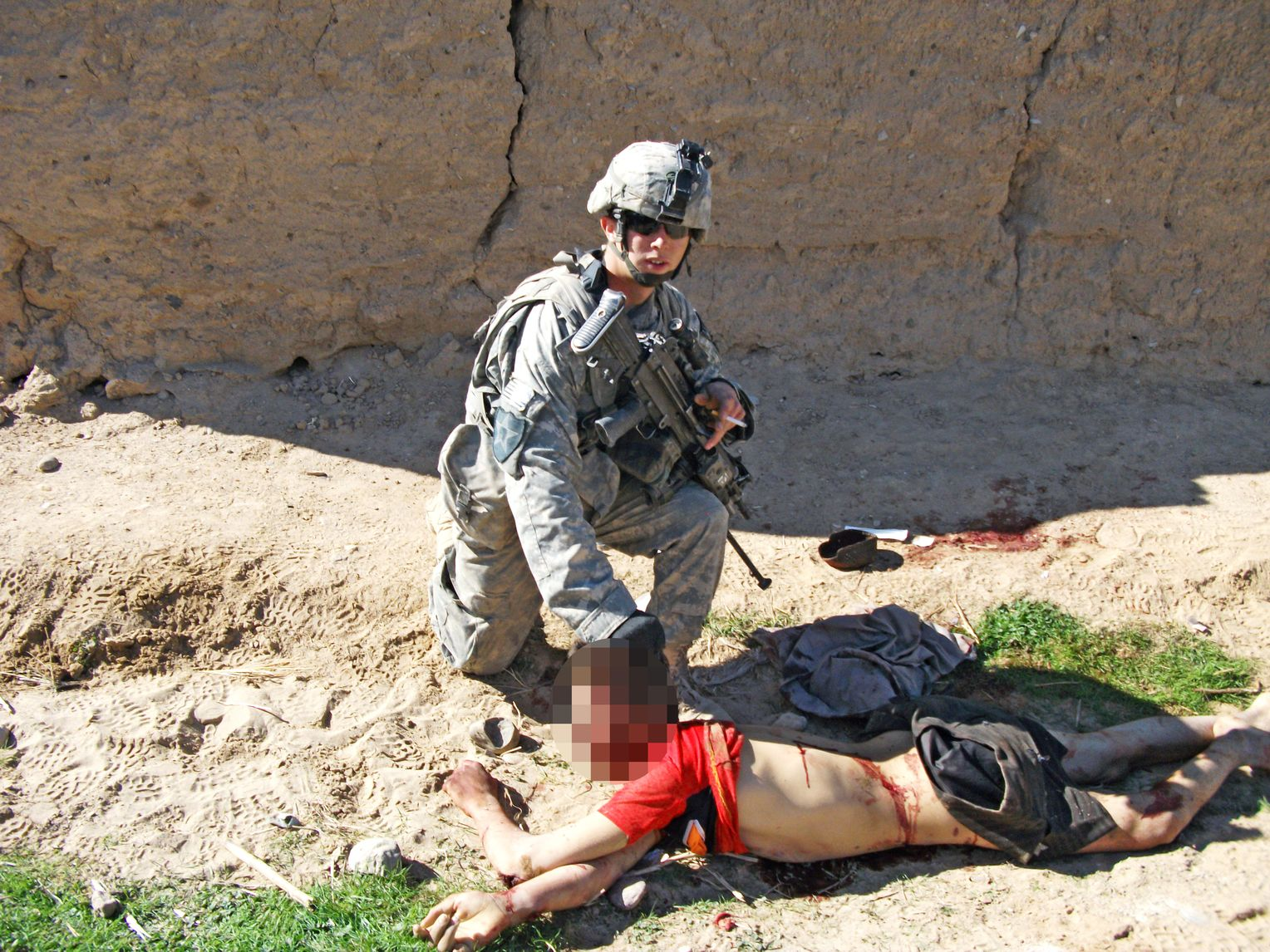
Binh lính Hoa Kỳ Andrew Holmes tạo dáng bên xác Gul Mudin ngay sau khi cậu bé bị giết.

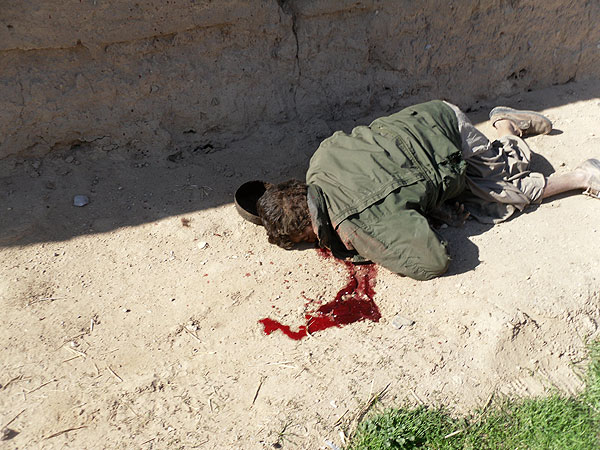
Cậu bé Gul Mudin, 15 tuổi, bị quân đội Hoa Kỳ, Jeremy Morlock và PFC Andrew Holmes giết tại chỗ vào ngày 15 tháng 1 năm 2010.

Quá trình can thiệp của Hoa Kỳ vào Afghanistan xảy ra sau cuộc tấn công ngày 11 tháng 9 vào cuối năm 2001 và được các đồng minh thân cận của Hoa Kỳ hỗ trợ. Cuộc chiến này đã chính thức bắt đầu Chiến tranh chống khủng bố. Cuộc xung đột này còn được gọi là cuộc chiến của Hoa Kỳ tại Afghanistan hoặc sự can thiệp Afghanistan năm 2001. Mục tiêu công khai của cuộc chiến này là tiêu diệt al-Qaeda và không cho nó cơ sở hoạt động an toàn ở Afghanistan bằng cách loại bỏ Taliban ra khỏi vị trí nắm quyền lực. Vương quốc Anh là đồng minh chủ chốt của Hoa Kỳ và đã ủng hộ hành động quân sự ngay từ khi bắt đầu chuẩn bị cho cuộc xâm lược. Cuộc chiến diễn ra sau cuộc Nội chiến Afghanistan giai đoạn 1996–2001 giữa Taliban và các nhóm Liên minh phương Bắc, mặc dù Taliban đã kiểm soát 90% đất nước này vào năm 2001. Sự can thiệp của Hoa Kỳ vào Afghanistan trở thành giai đoạn đầu tiên của Chiến tranh ở Afghanistan (2001 - nay).
Tổng thống Hoa Kỳ George W. Bush yêu cầu Taliban giao nộp Osama bin Laden và trục xuất al-Qaeda; bin Laden đã bị FBI truy nã từ năm 1998. Taliban từ chối dẫn độ bin Laden trừ khi Hoa Kỳ đưa ra bằng chứng thuyết phục về việc bin Laden tham gia vào vụ tấn công 11/9, và phớt lờ yêu cầu đóng cửa các căn cứ khủng bố và giao nộp các nghi phạm khủng bố khác ngoài bin Laden. Yêu cầu này đã bị Hoa Kỳ bác bỏ vì coi đó là một chiến thuật câu giờ vô nghĩa, và Hoa Kỳ đã tiến hành Chiến dịch Tự do Bền vững vào ngày 7 tháng 10 năm 2001, cùng với Vương quốc Anh. Các lực lượng khác, bao gồm cả quân đội Liên minh phương Bắc trên bộ đã tham gia cùng với liên quân Anh-Mỹ. Mỹ và các đồng minh nhanh chóng đánh bật Taliban khỏi vị trí nắm quyền vào ngày 17 tháng 12 năm 2001 và xây dựng các căn cứ quân sự gần các thành phố lớn trên khắp Afghanistan. Hầu hết các thành viên của al-Qaeda và Taliban đều không bị bắt, họ trốn sang nước láng giềng Pakistan hoặc rút lui về các vùng núi xa xôi hoặc nông thôn trong Trận chiến Tora Bora.
Vào tháng 12 năm 2001, Hội đồng Bảo an Liên Hợp Quốc thành lập Lực lượng Hỗ trợ An ninh Quốc tế (ISAF) để giám sát các hoạt động quân sự trong nước và đào tạo Lực lượng An ninh Quốc gia Afghanistan. Tại Hội nghị Bonn vào tháng 12 năm 2001, Hamid Karzai được chọn làm người đứng đầu Chính quyền lâm thời Afghanistan, sau cuộc họp loya jirga (đại hội đồng) năm 2002 ở Kabul đã trở thành Chính quyền chuyển tiếp Afghanistan. Trong cuộc bầu cử phổ thông năm 2004, Karzai được bầu làm tổng thống của nước này, nay được đặt tên là Cộng hòa Hồi giáo Afghanistan. Vào tháng 8 năm 2003, NATO tham gia với tư cách là một liên minh, thay ISAF làm lãnh đạo. Một phần lực lượng của Hoa Kỳ ở Afghanistan hoạt động dưới sự chỉ huy của NATO; phần còn lại vẫn nằm dưới quyền chỉ huy trực tiếp của Hoa Kỳ.
Thủ lĩnh Taliban Mullah Omar tổ chức lại Taliban, và vào năm 2002, ông phát động một cuộc nổi dậy chống lại chính phủ Afghanistan và ISAF.. Đến năm 2021, sau 20 năm xung đột và Taliban chịu ký kết hiệp ước hòa bình, Hoa Kỳ tuyên bố rút quân thì Taliban phát động một loạt các cuộc tấn công dồn dập vào chính quyền dân chủ Afghanistan, và đến ngày 15 tháng 8 năm 2021, các lực lượng Taliban tiến vào thủ đô Kabull từ mọi hướng. Máy bay quân sự Mỹ đáp xuống Đại sứ quán Mỹ ở Kabull để sơ tán các nhân sự của Mỹ và những người cộng tác đang khẩn trương tiêu hủy tài liệu..